# Distintivo de cola

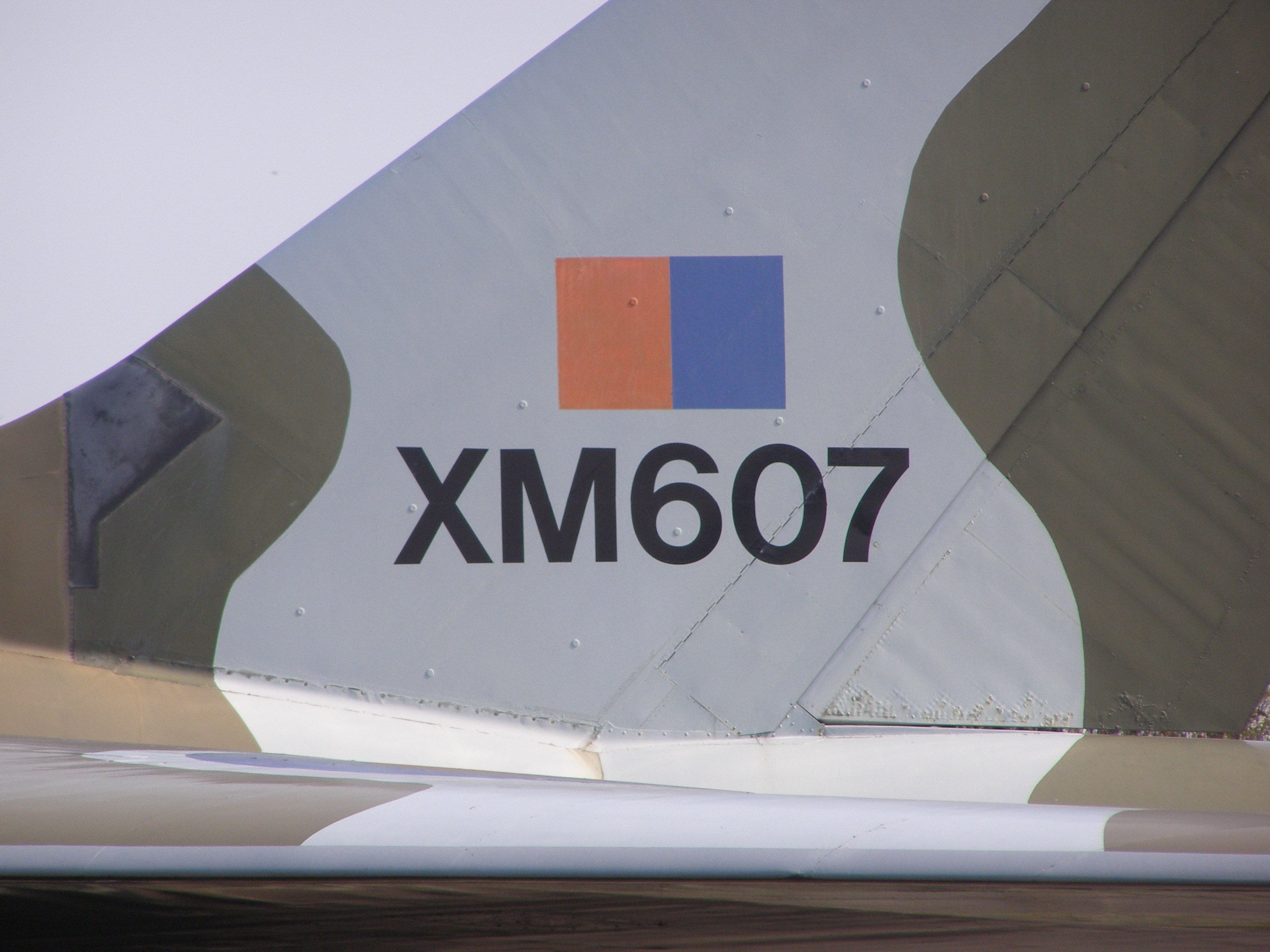
Distintivo de cola de baja visibilidad de la Royal Air Force, en la cola de un Avro Vulcan sobre el número de serie del avión.

El distintivo de cola forma parte de las insignias nacionales de los aviones militares de varios países.
En adición a las insignias mostradas en las alas y el fuselaje, usualmente en forma de rondelas, un marcaje adicional conocido como distintivo de cola puede ser expuesto en la cola o timón.
Un distintivo de cola frecuentemente tiene la forma de rayas verticales, horizontales o cruzadas, en los mismos colores que las principales insignias y puede ser mencionado como rayas de timón si están sobre el timón en lugar de la cola, como en el Armee de l'Air francés. Alternativamente, se puede utilizar una bandera nacional o rondela.
Las imágenes mostradas abajo son las que aparecen en el lado izquierdo del avión (con el lado izquierdo del distintivo de cola adelante) - en casos donde no hay detalles asimétricos tales como escudos de armas o textos que no pueden ser invertidos, la imagen puede ser invertida como en el distintivo de cola de la Royal Air Force para mantener el mismo lado hacia adelante como en una bandera. Cuando se emplea una bandera nacional, el lado izquierdo del avión es frecuentemente el lado opuesto de la bandera cuando es normalmente ondeada. Las excepciones incluyen a los llamativos aviones "civiles" de la Alemania nazi del período de entreguerras, que empleaban una bandera tricolor con rayas horizontales rojo-blanco-negro en el lado derecho de la cola y la esvástica negra en un campo circular blanco sobre una banda roja en lado izquierdo, de la misma forma que la bandera del Partido nazi.  

## Distintivos de cola actuales

Angola
Arabia Saudita
Argelia
Argentina y Aviación del Ejército de Tierra
Argentina, aviación naval
Bahamas
Benín
Bolivia
Birmania
Botsuana
Brasil
Aviación Naval Brasileña
Burkina Faso
Canadá
Canadá, (baja visibilidad)
Chile
Chile, aviación del Ejército de Tierra
Chile, aviación naval
China
Comoras
Cuba
Dinamarca
España
España, (baja visibilidad)
Arma Aérea de la Armada
Servicio Aéreo de la Guardia Civil
España, Servicio Aéreo de Rescate del Ejército del Aire
Estados Unidos
Grecia
Guatemala
Fuerza Aérea Hondureña
Islandia
India
Fuerza Aérea Irakí
Irlanda
Jamaica
Kenia
Malasia
Mauritania
México
Real Fuerza Aérea Marroquí
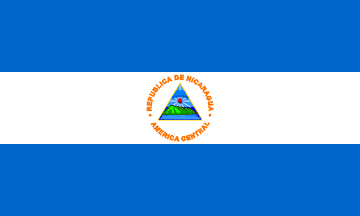
Nicaragua
Real Fuerza Aérea de Omán (aviones de combate)
Fuerza Aérea de Pakistán
Pakistán (baja visibilidad)
Fuerza Aérea de Paraguay
Portugal
Fuerza Aérea de Rusia
Fuerza Aérea de Rusia (aviones de combate)
Fuerza Aérea y Defensa Aérea Serbia
Seychelles
Fuerza Aérea Sudafricana
Fuerza Aérea de Sri Lanka
Fuerza Aérea Sueca
Fuerza Aérea Árabe Siria
Fuerza Aérea de la República de China (Taiwán)
Fuerza Aérea Ucraniana
Royal Air Force
Royal Air Force (baja visibilidad)
Royal Air Force (baja visibilidad modo ligero)
Fuerza Aérea Uruguaya
Aviación Militar Bolivariana
Aviación Naval Bolivariana
Fuerza Aérea de Zambia
Fuerza Aérea de Zimbabue

## Antiguos distintivos de cola

Afganistán
Luftstreitkräfte, Imperio alemán (Primera Guerra Mundial).
Luftwaffe, distintivo civil (en el lado izquierdo, hasta 1939).
Luftwaffe, distintivo civil (en el lado derecho, hasta 1939).
Luftwaffe, distintivo de combate.
Fuerza Aérea Austriaca
Luftfahrtruppen, Imperio austrohúngaro.
Componente Aéreo del Ejército Belga
Benín
Real Fuerza Aérea de Brunei
Fuerza Aérea de Bulgaria
Burkina Faso (Alto Volta)
Real Fuerza Aérea Camboyana
Real Fuerza Aérea Canadiense
Armada Real Canadiense (Fuerza Aérea Naval)
Fuerza Aérea de la República de China (1916-1920)
Fuerza Aérea de la República de China (1920-1921)
Colombia
Fuerza Aérea Egipcia
Ejército del Aire de España (1911-1931)
Fuerzas Aéreas de la República Española
Regia Aeronautica
Aeronautica Militare
Fuerza Aérea de Kenia
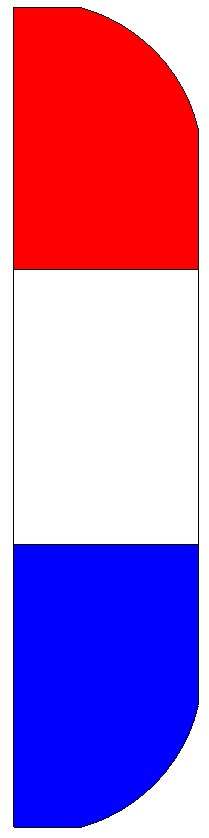
Fuerza Aérea de Nicaragua
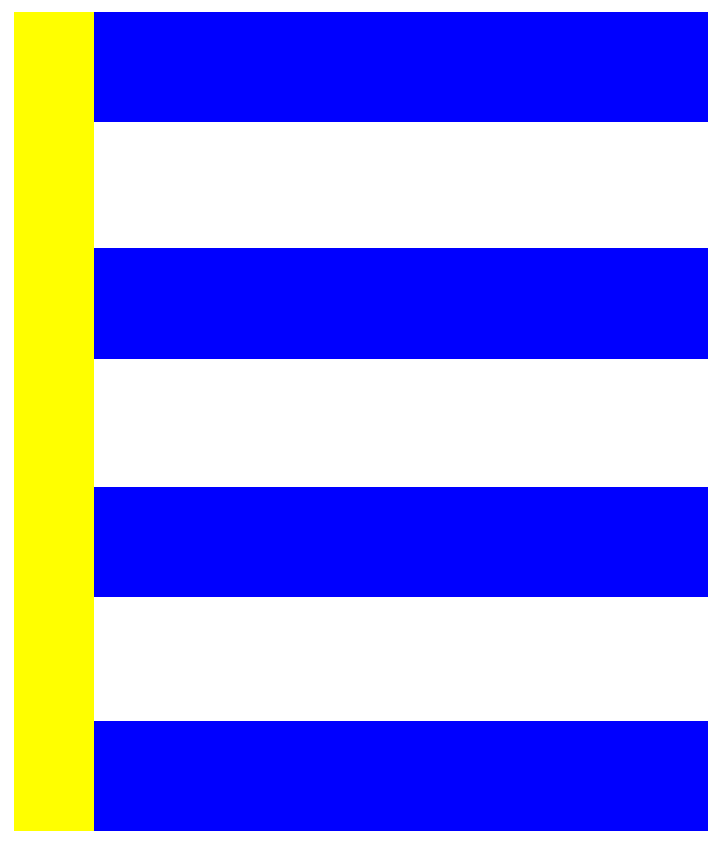
Fuerza Aérea de Nicaragua
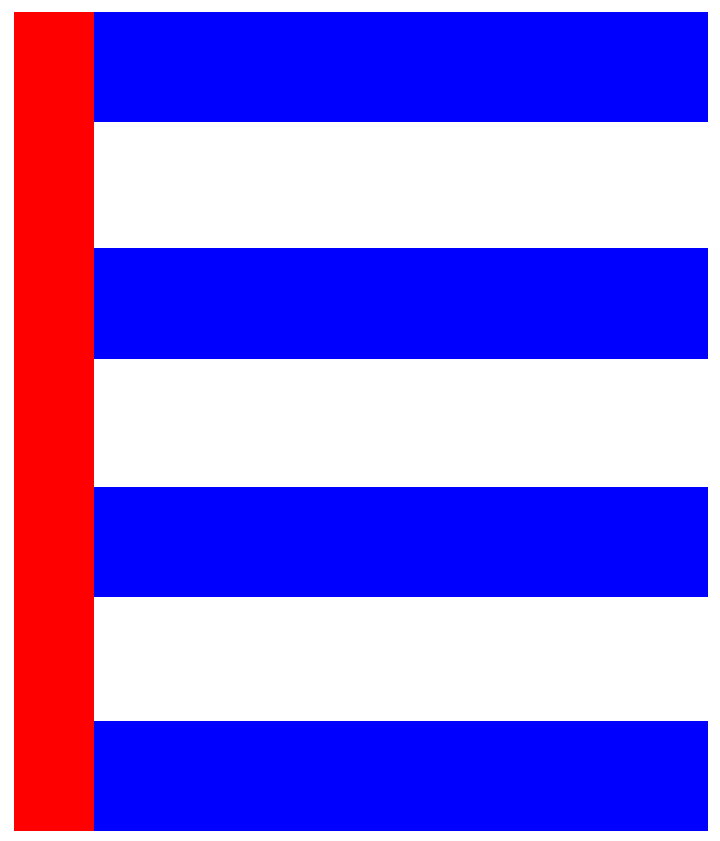
Fuerza Aérea de Nicaragua
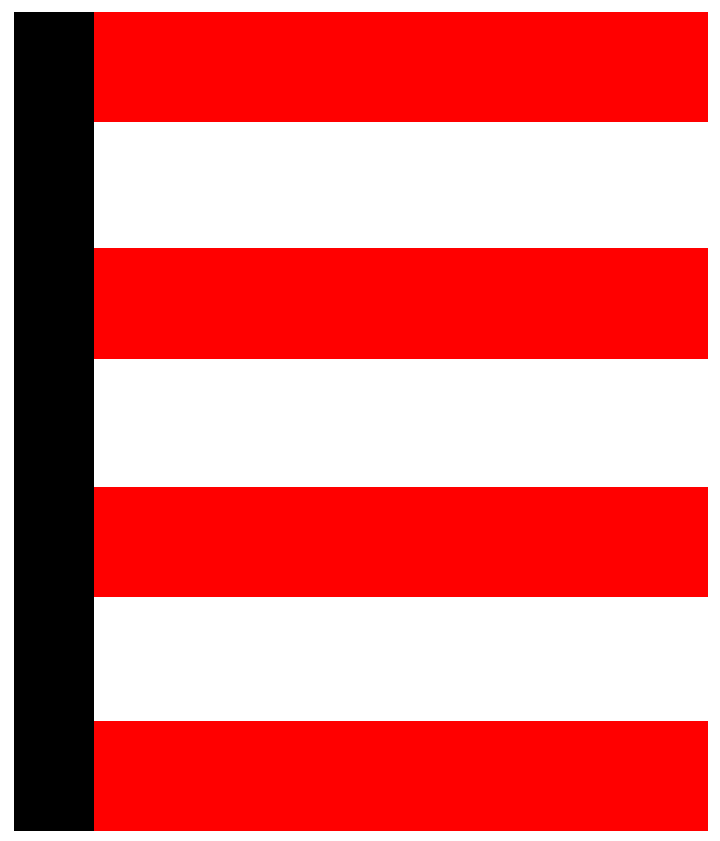
Fuerza Aérea de Nicaragua
Real Fuerza Aérea de los Países Bajos (1920-1939)
Real Fuerza Aérea de los Países Bajos (1939-1940)
Flota Aérea Militar Imperial
Fuerza Aérea de Rusia
Fuerza Aérea Turca
Fuerza Aérea Ucraniana
Royal Air Force
Royal Air Force (SEAC/India)
Royal Air Force
Estados Unidos (1917-1918)
Estados Unidos, aviación naval 1919-1942
Estados Unidos 1926-1941
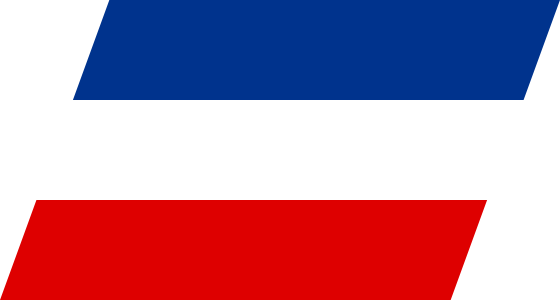
Fuerza Aérea de Serbia y Montenegro